# 80년 세대

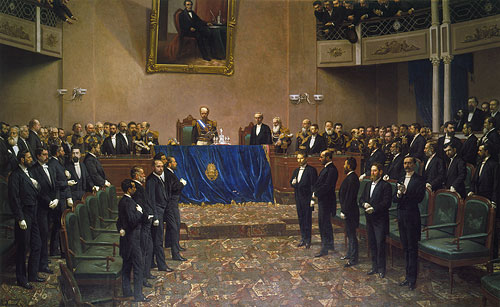
El General Roca ante el Congreso Nacional (c. 1886–1887), 후안 마누엘 블라네스 그림.

80년 세대(스페인어: Generación del '80)란 1880년부터 1916년까지 아르헨티나를 통치한 엘리트 과두집단이다.
아르헨티나 내전의 한 축이었던 단방당은 1860년대에 자치당, 국민당, 국민주의당으로 분열되었다. 이 가운데 아돌포 알시나의 자치당과 니콜라스 아베야네다의 국민당이 1874년 합당해서 국민자치당이 되었다. 1880년, 마푸체족에 대한 사막 정복전을 지휘한 훌리오 아르헨티노 로카 장군이 국민자치당 소속으로 대통령이 되었다.
80년 세대는 정치계, 경제계, 군부, 종교계의 고위직을 독점했으며, 선거부정으로 그 권력을 유지했다. 급진시민연합(UCR)으로 대표되는 반정부 운동, 그리고 이주노동자 중심의 사회주의 및 무정부주의 운동의 도전에도 불구하고 80년 세대는 1912년 사엔스 페냐 법으로 남성 비밀 보통 의무 선거제가 도입될 때까지 권력을 유지했다. 공정선거 도입으로 80년 세대가 몰락한 이후를 아르헨티나의 근현대사로 본다.
80년 세대는 경제적으로는 자유주의였고, 사회적으로는 보수적이었다. 종교적으로는 세속적이었으며 실증주의를 믿었다. 이들은 오귀스트 콩트를 따라 “질서와 진보”를 모토로 삼았는데, 진보는 경제성장과 근대화를 의미하고 질서는 그 진보를 위한 필요조건을 마련하는 것이었다.